# Cetatea Dezna
Cetatea Dezna este un monument istoric aflat pe teritoriul satului Dezna, comuna Dezna. În Repertoriul Arheologic Național, monumentul apare cu codul RAN 10658.02 si codul LMI AR-II-m-A-00600